# Gelasma aculeata
Gelasma aculeata är en fjärilsart som beskrevs av George Francis Hampson 1891. Gelasma aculeata ingår i släktet Gelasma och familjen mätare. Inga underarter finns listade i Catalogue of Life.